# Dębostrów
Dębostrów [dɛmˈbɔstruf] (tiếng Đức: Damuster) là một ngôi làng thuộc khu hành chính của Cảnh sát Gmina, thuộc Hạt Cảnh sát, West Pomeranian Voivodeship, ở phía tây bắc Ba Lan, gần biên giới Đức. Nó nằm khoảng 9 kilômét (6 mi) phía bắc của Cảnh sát và 22 km (14 mi) phía bắc thủ đô khu vực Szczecin.

## Du lịch
- Có một dấu vết xe đạp (màu đỏ liên_kết=Đường mòn "Puszcza Wkrzańska" - Szlak "Puszcza Wkrzańska") trong một khu vực của Dębostrów trong rừng Wkrzanska.